# Milt Schmidt
Milton Conrad Schmidt, detto Milt (Kitchener, 5 marzo 1918 – Westwood, 4 gennaio 2017), è stato un hockeista su ghiaccio e allenatore di hockey su ghiaccio canadese.

## Biografia
Nel corso della sua carriera ha giocato con Kitchener Empires (1933-34), Kitchener Greenshirts (1933-36), Boston Bruins (1936-37, 1937-1942, 1945-1955) e Providence Reds (1936-37). Ha vinto la Stanley Cup da giocatore nel 1939 e nel 1941. Ha fatto parte della NHL All-Star Team nel 1940, nel 1947 e nel 1951. Da allenatore ha guidato i Boston Bruins dal 1955 al 1966 e i Washington Capitals per due stagioni, dal 1974 al 1976. Nel 1951 ha vinto l'Hart Memorial Trophy, mentre nel 1961 è stato inserito nella Hockey Hall of Fame. Nel 1966 gli è stato assegnato il Lester Patrick Trophy. È morto in Massachusetts all'età di 98 anni.